# Cleveland Cavaliers 1986-1987
La stagione 1986-87 dei Cleveland Cavaliers fu la 17ª nella NBA per la franchigia.
I Cleveland Cavaliers arrivarono sesti nella Central Division della Eastern Conference con un record di 31-51, non qualificandosi per i play-off.

## Roster
| N° | Naz.                   | Ruolo | Sportivo         | Anno | Alt. | Peso |
| -- | ---------------------- | ----- | ---------------- | ---- | ---- | ---- |
| 3  | Stati Uniti (bandiera) | GA    | Craig Ehlo       | 1961 | 198  | 82   |
| 4  | Stati Uniti (bandiera) | GA    | Ron Harper       | 1964 | 198  | 84   |
| 5  | Stati Uniti (bandiera) | G     | John Bagley      | 1960 | 183  | 84   |
| 14 | Stati Uniti (bandiera) | G     | Dirk Minniefield | 1961 | 191  | 82   |
| 18 | Stati Uniti (bandiera) | AC    | Hot Rod Williams | 1962 | 211  | 98   |
| 20 | Stati Uniti (bandiera) | GA    | Scooter McCray   | 1960 | 206  | 98   |
| 22 | Stati Uniti (bandiera) | GA    | Johnny Newman    | 1963 | 201  | 86   |
| 23 | Stati Uniti (bandiera) | GA    | Tyrone Corbin    | 1962 | 198  | 95   |
| 24 | Stati Uniti (bandiera) | AC    | Keith Lee        | 1962 | 208  | 98   |
| 25 | Stati Uniti (bandiera) | G     | Mark Price       | 1964 | 183  | 77   |
| 35 | Stati Uniti (bandiera) | AC    | Phil Hubbard     | 1956 | 203  | 98   |
| 41 | Stati Uniti (bandiera) | AC    | Mark West        | 1960 | 208  | 104  |
| 43 | Stati Uniti (bandiera) | C     | Brad Daugherty   | 1965 | 213  | 109  |
| 50 | Stati Uniti (bandiera) | AC    | Ben Poquette     | 1955 | 206  | 107  |
| 54 | Stati Uniti (bandiera) | C     | Mel Turpin       | 1960 | 211  | 109  |

## Staff tecnico
- Allenatore: Lenny Wilkens
- Vice-allenatori: Dick Helm, Brian Winters